# 3D
3D (sau tridimensional) desemnează o tehnică de redare a obiectelor reale (cu 3 dimensiuni: înălțime, lățime și adâncime) cu ajutorul anumitor medii.

## Redarea unei imagini 3D pe un suport bidimensional (plan)
În cazul fotografiilor, filmelor cinematografice, tablourilor realiste și multor altele, redarea pe un mediu plan este de obicei în 3D, numită și „în volum”, mai precis, sunt prezentate detalii privitoare la toate cele 3 dimensiuni ale obiectului real. Cu toate că mediul este plan (are doar 2 dimensiuni), în mintea noastră se creează de obicei impresia de profunzime, perspectivă, stereo sau 3D astfel că „uităm” că de fapt privim la un mediu cu doar 2 dimensiuni.

### Imagini stereoscopice
O tehnică mai recentă, care a introdus o nouă calitate de afișaj, constă în prezentarea simultană pe același mediu plan, una lângă alta, a două imagini speciale, ușor diferite (câte o imagine pentru fiecare ochi), care în mintea omului se contopesc într-o singură imagine cu volum, mult mai reușită decât o simplă fotografie. Fotografiile duble, care pentru a crea impresia de 3D trebuie privite printr-un aparat simplu special (stereoscop), sunt cunoscute încă de la sfârșitul secolului al XIX-lea. Această tehnică permite o ușoară deformare a celor două imagini percepute de ochiul stâng și cel drept, la fel ca și în realitate, cu efect de vedere în 3D - atunci când privitorul se deplasează ușor în stânga și dreapta.

### Animație de calculator (v. imaginea din dreapta)

Animație de calculator în 3D, pe suport bidimensional (Munții Parâng)

### Imagini holografice
Un caz deosebit îl reprezintă tehnica holografică. Aceasta reușește să înregistreze și să redea imagini statice în volum (3D) deosebit de bune, cu toate că se folosește de un mediu de redare bidimensional (plan).

### Autostereograme
Un alt caz deosebit sunt așa-numitele autostereograme - pentru imagini nemișcătoare. Aici este vorba de imagini speciale alb-negru sau și colorate, aflate pe un mediu plan, care la prima vedere nu au niciun sens (eventual asemenea unor mâzgălituri), sau reprezintă ceva ce induce în eroare. Pentru a vedea o autostereogramă în volum nu este nevoie de niciun aparat. După un scurt antrenament al ochilor multe persoane reușesc însă să le privească într-un mod special, astfel încât în mintea privitorului ia naștere brusc, ca din neant, o imagine cu sens, tridimensională (în volum), foarte reușită. Pentru crearea unor astfel de imagini autostereografice (plecând de ex. de la modelul matematic 3D al unui obiect real) sunt necesare algoritme relativ complicate, dar care pot fi programate pe calculator; imaginea astfel creată în calculator - autostereograma - poate fi apoi tipărită pe orice imprimantă normală.

## Redarea unei imagini  pe un suport tridimensional
Pentru tehnicile de redare în 3D există și suporturi de redare cu 3 dimensiuni (reale), ca de ex. cele folosite la imprimantele stereolitografice (volumetrice), afișoarele 3D și afișoarele în spațiu liber.

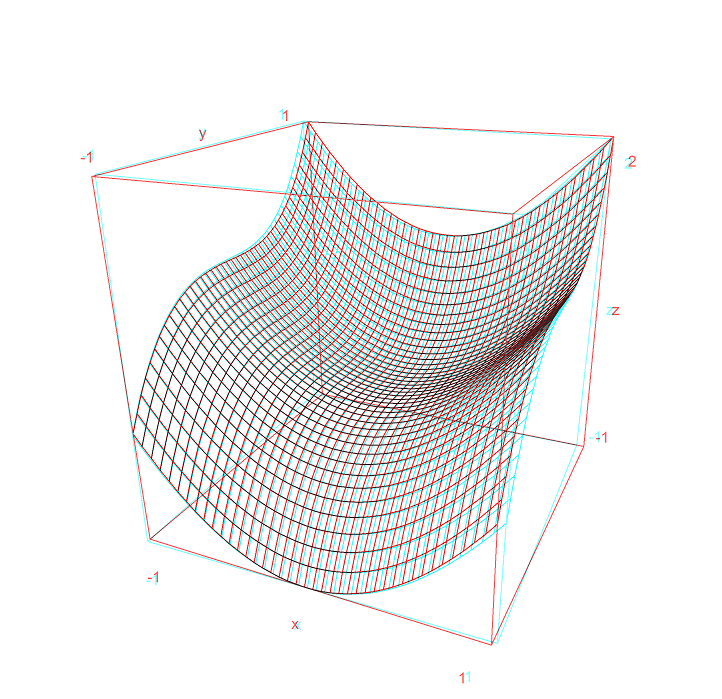

### Imagini în 3 dimensiuni reale
Filmele de cinema în 3D au apărut în sec. al XX-lea. Pentru ca în mintea privitorului să apară efectul de 3D, este nevoie de ochelari speciali.
Televizoarele 3D speciale pentru imagini mișcătoare în 3D, concepute tot pentru vederea binoculară, au apărut pe piața largă abia în anul 2010, necesitând pentru vizionare ochelari speciali, sincronizați electronic, numiți în engleză „shutter” (în traducere: diafragmă). Spre deosebire de fotografii, această tehnică realizează o reprezentare în 3D aproape veridică, deci nu numai o ușoară impresie de adâncime: atunci când privitorul se deplasează lateral, imaginea 3D se schimbă și ea în mintea privitorului, la fel ca atunci când privim un obiect real: într-o parte a imaginii apar treptat noi amănunte, iar în cealaltă parte acestea dispar treptat.

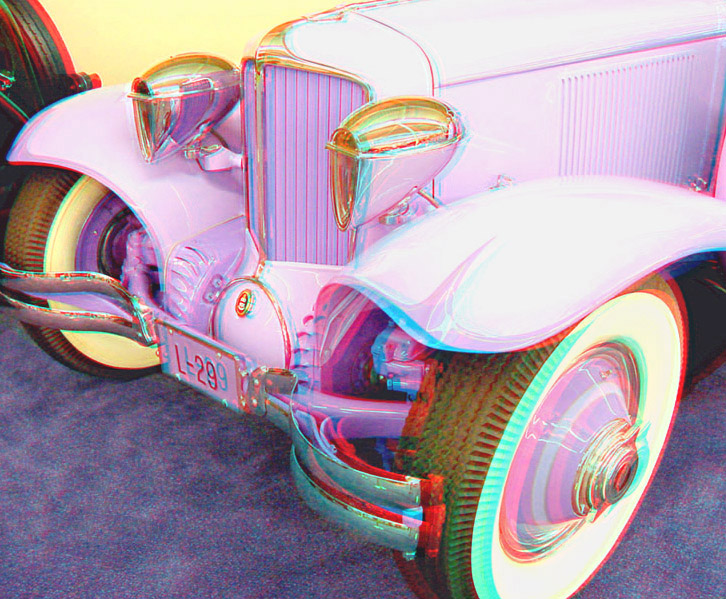

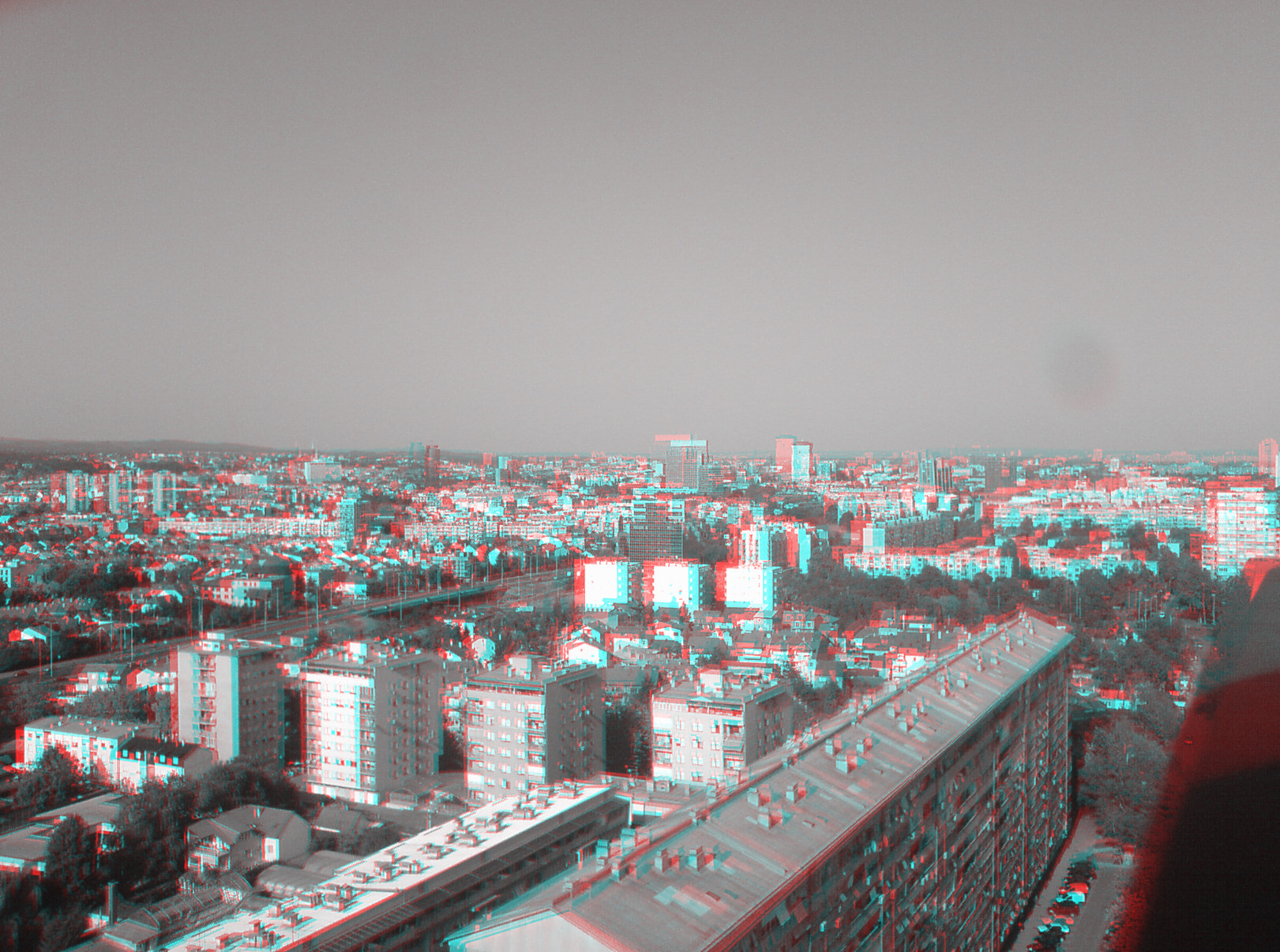

Pentru imagini mișcătoare în 3D, pentru ca fiecare ochi să vadă numai imaginea destinată lui, se poate folosi
- o tehnică simplă cu numai 2 culori (roșu și albastru), care necesită ochelari simpli, albastru/roșu;
- o tehnică cu lumină polarizată (care nu redă culorile foarte bine);
- sau și o tehnică de prezentare sacadată și intercalată a celor 2 fluxuri de imagini de TV, blocând celălalt ochi la momentul necesar, periodic, cu ajutorul ochelarului special „shutter”. În prezent (2011) sunt depuse eforturi tehnologice intense pentru perfectarea sistemelor noi de TV tridimensională care nu mai necesită ochelari speciali;
- tehnici computerizate speciale numite „realitate virtuală”.